# Communicatiesatelliet
Een communicatiesatelliet is een kunstmatige satelliet die voor telecommunicatiedoeleinden wordt gebruikt. Signalen worden verzonden via krachtige zendantennes op aarde. Deze worden in de satelliet versterkt en vervolgens teruggezonden naar de aarde. De apparatuur in de satelliet heeft elektriciteit nodig, die door zonnepanelen wordt opgewekt. Kleine stuwraketjes houden de satelliet in positie, zodat de antennes op de aarde gericht blijven.
Het gebruik van satellieten voor telecommunicatie is al aan het einde van de jaren 40 van de 20e eeuw voorgesteld.
Met de lancering van de Spoetnik 1 door de Sovjet-Unie in 1957 begonnen de eerste toepassingen in de ruimte.
De AT&T Echo I (1960) en de Echo II (1964) waren niet meer dan grote en met reflecterende folie beklede ballonnen die, zwevend in de ruimte, radiosignalen reflecteerden. Er waren geen batterijen die leeg konden raken en ze vereisten geen bepaalde frequentie voor de "uplink". De Echo's waren in een zeer lage baan, zodat ze zichtbaar waren voor de grondstations gedurende een paar minuten per keer. Later werden communicatiesatellieten met radiorelais uitgerust. Een signaal dat op de ontvangerfrequentie werd ontvangen, werd direct doorgezonden op de zenderfrequentie van de satelliet. In 1962 ontwikkelde Bell Laboratories Telstar, de eerste communicatiesatelliet voor commercieel gebruik. De Telstar-satelliet was een vroeg voorbeeld van een satelliet die was uitgerust met een eenvoudig relaisstation.
Dankzij satellieten konden voor het eerst trans-Atlantische televisie-uitzendingen plaatsvinden. De tot dan toe gebruikte trans-Atlantische kabels hadden daarvoor een te beperkte bandbreedte.

## Geostationaire baan
In 1945 publiceerde Arthur C. Clarke, een Engelse sciencefictionschrijver, een artikel waarin hij de mogelijkheid beschreef van een satelliet die om de aarde beweegt met een hoeksnelheid gelijk aan die van de aardrotatie. Een dergelijke satelliet in een baan boven de evenaar zou altijd boven hetzelfde punt van het aardoppervlak staan en signalen kunnen zenden naar een groot gedeelte van de aarde. Drie van zulke satellieten, elk op een afstand van 120 graden ten opzichte van elkaar geplaatst, zouden de hele wereld kunnen bestrijken, met uitzondering van de polen. Clarke liet zien dat de straal van de baan van zo'n satelliet ruim 42.000 kilometer moest zijn. De band in de ruimte waarbinnen zo'n satelliet zich zou moeten bevinden, wordt de Clarke Belt genoemd. De hoogte boven het aardoppervlak is gelijk aan de straal van de baan minus de straal van de aarde: ongeveer 36.000 kilometer. De satellieten bewegen met een snelheid van ongeveer 11.000 km/u, maar lijken vanaf de aarde gezien stil te staan. De satelliet is altijd beschikbaar en schotelantennes kunnen er blijvend op gericht worden. Communicatiesatellieten moeten jarenlang blijven werken. Ze moeten daarom hun eigen elektriciteit kunnen opwekken, wat gebeurt met behulp van zonnepanelen.
Het nadeel van een geostationaire satelliet is de grote afstand en daardoor de tijdvertraging, waardoor deze onpraktisch is voor tweewegcommunicatie, zoals een telefoonverbinding. Het duurt ongeveer 250 milliseconden voordat een spreker een reactie op zijn woorden hoort. Tot in de jaren 80 van de 20e eeuw liepen intercontinentale telefoonverbindingen vaak via een satelliet, soms zelfs via twee satellieten, wat bij een gesprek een merkbare vertraging gaf. Tegenwoordig lopen intercontinentaal telefoon- en internetverkeer vrijwel uitsluitend over onderzeese kabels. Door de invoering van glasvezelkabels is de bandbreedte sterk vergroot en zijn de kosten lager geworden dan die van satellietverbindingen.

## Andere banen om de Aarde
Drie geostationaire satellieten zijn, indien goed geplaatst, genoeg om de hele wereld te bedekken, met uitzondering van het poolgebied. Om in de poolgebieden via een communicatiesatelliet te kunnen werken, moet de satelliet in een andere baan worden gebracht, bijvoorbeeld een elliptische baan met het hoogtepunt boven de noordpool voor communicatie in Siberië. Dat is dan geen geostationaire baan, zodat de antennes van het grondstation voortdurend moeten worden bijgesteld en dat de satellieten niet de hele dag binnen bereik zijn.
Sommige moderne communicatiesystemen zoals Iridium maken gebruik van een netwerk van satellieten die op lage hoogte (LEO) of middelgrote hoogte (MEO) rond de aarde cirkelen.

## Banen om andere hemellichamen
Het plan Mars One omvat onder meer een communicatiesatelliet om Mars, als tussenstation tussen de Aarde en de basis op Mars.